# 풀로

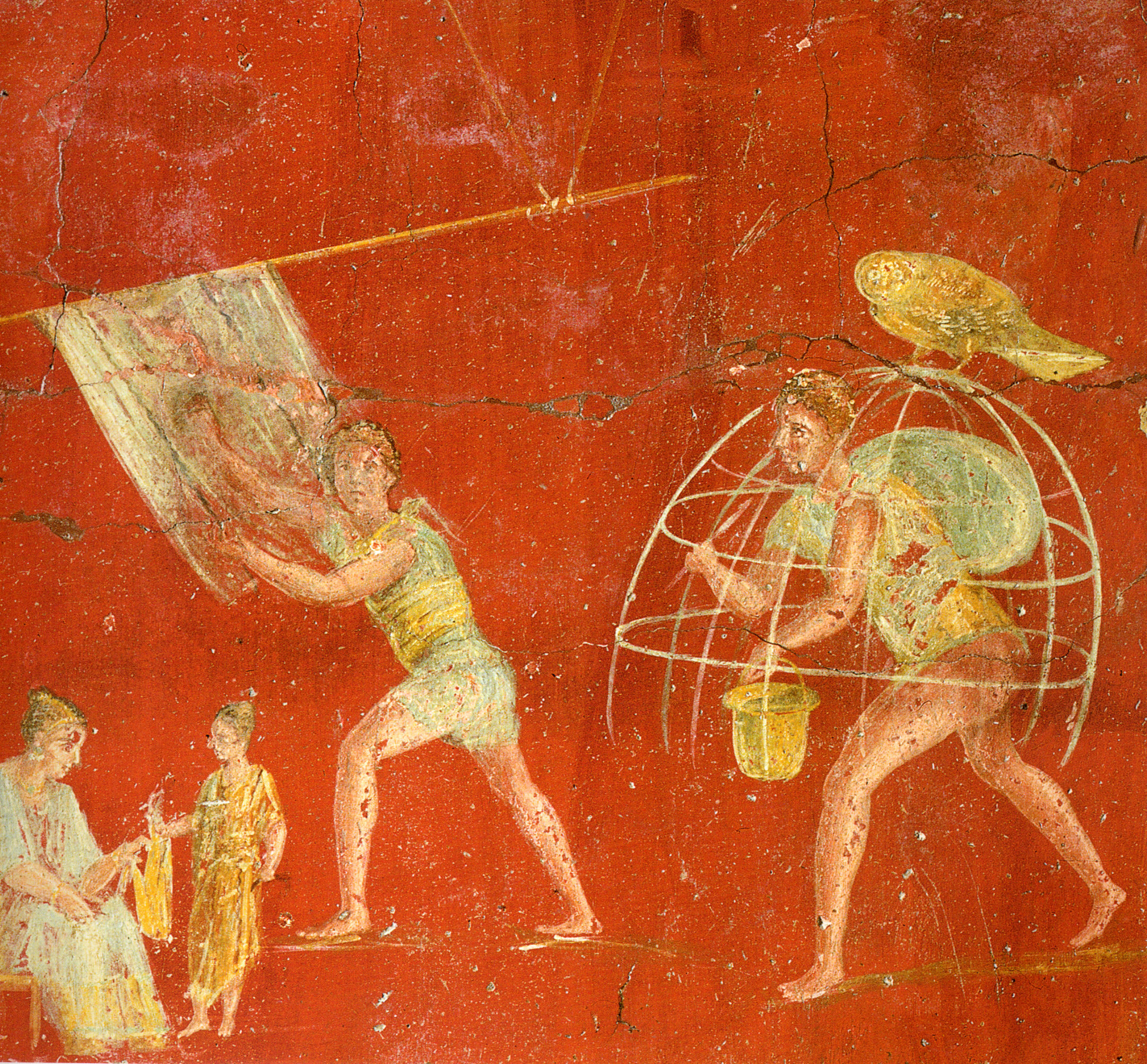
풀로니카 VI 8, 20.21.2 폼페이의 벽화. 현재는 나폴리 국립 박물관에 있다.

풀로(fullo)는 이탈리아와 로마 제국 서부 지역의 많은 비문과 라틴 문학의 참고 자료에서 알려진 로마의 세탁 노동자였다. 플라우투스, 마르티알리스 및 가이우스 플리니우스 세쿤두스의 작품이다. 풀로는 풀러리(fullery) 또는 풀로니카(fullonica)에서 일했다. 풀론이 직기에서 직접 천을 다루었다는 증거도 있지만 일부 현대 학자들은 이에 대해 의심하고 있다. 일부 대규모 농장에서는 천을 청소하기 위해 노예를 사용하는 풀러리가 세워졌다. 여러 로마 도시에서 풀론의 작업장이 발견되었다. 가장 중요한 사례는 오스티아(Ostia)와 폼페이(Pompeii)에 있지만 풀로니카에는 델로스(Delos), 피렌체(Florence), 프레주(Fréjus) 및 포를리(Forlì) 근처에서도 발견되었다. 포를리 고고학 박물관(Archaeological Museum of Forlì)에는 완전한 전망을 갖춘 고대 구호품이 있다. 델로스의 소규모 작업장은 기원전 1세기로 거슬러 올라가지만, 폼페이의 작업장은 서기 1세기로 거슬러 올라가며, 오스티아와 플로렌스의 시설은 트라야누스 황제와 하드리아누스 황제의 통치 기간에 지어졌다.